# 熊猫外交

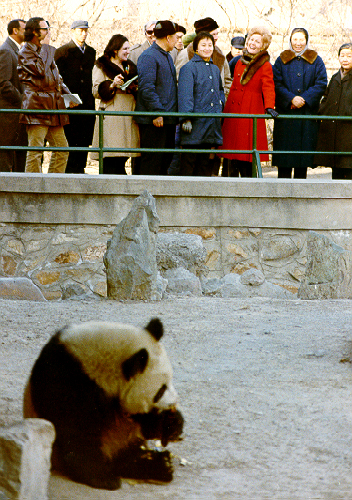
1972年2月22日，尼克松总统夫人帕特·尼克松在北京动物园观看大熊猫展览。

熊猫外交是中国在1940年代到2000年代向境外贈送或租借大熊猫借以增进友好关系的外交方式。

## 古代
熊猫外交的历史最早可以上溯至唐朝武则天时期。据日本《皇家年鉴》记载，早在武后垂拱元年（685年），临朝称制的太后武则天就曾送给日本天武天皇两只“白羆”和70张“白羆”毛皮。据大熊猫专家胡锦矗考证，此“白羆”即今之大熊猫。

## 中華民國大陸時期
1941年，宋美龄、宋蔼龄代表中华民国国民政府向美國援华联合会赠送一对大熊猫，以对其救济二战中的中国难民表示感谢。此为中国现代“熊猫外交”之滥觞，也开创了“熊猫外交”的政治性赠送模式。此后，中华民国国民政府于1946年向英国政府赠送了大熊猫一只，正式开始了大熊猫作为国礼出国的历程。
| 赠送时间      | 出赠方 | 原所在机构           | 大熊猫名 | 性别 | 受赠方         | 后所在机构     | 交换物                                     | 去世时间       | 注释                     |
| ------------- | ------ | -------------------- | -------- | ---- | -------------- | -------------- | ------------------------------------------ | -------------- | ------------------------ |
| 1941年11月9日 | 中國   | 野生，华西大学博物院 | 潘达     | 雌性 | 美国援华联合会 | 布朗克斯动物园 | 无                                         | 1951年10月31日 | [ 6 ]                    |
| 1941年11月9日 | 中國   | 野生，华西大学博物院 | 潘弟     | 雌性 | 美国援华联合会 | 布朗克斯动物园 | 无                                         | 1945年10月4日  | [ 6 ]                    |
| 1946年5月     | 中國   | 野生，四川大学生物系 | 联合     | 雌性 | 英国           | 伦敦动物园     | （一个享受免费待遇的中国动物学研究生名额） | 不详           | [ 7 ] [ 8 ] [ 9 ] [ 10 ] |

## 中华人民共和国時期

### 赠送
从1950年代开始，中华人民共和国政府继续采取政治性赠送的方式进行“熊猫外交”，中国以政府和人民的名义将大熊猫作为国礼赠与那些与中国保持良好外交关系和中国希望与之建立外交关系的国家。先后有苏联、朝鲜、美国、英国、法国、德国、日本、西班牙及墨西哥等九个国家接受过中国赠与的24只大熊猫。
最早接受中华人民共和国赠与的大熊猫的国家是苏联。1957年，平平被作为国礼赠送给苏联；1959年，安安作为其配偶也被赠送给苏联。朝鲜在1965年至1980年间也先后获赠5只大熊猫。
1956年至1957年，美国佛罗里达州迈阿密稀有鸟类饲养场以及美国芝加哥动物园分别致信北京动物园，望“以货币或动物交换中国一对大熊猫”。1957年5月17日，北京动物园将交换办法报中华人民共和国对外文化联络局，获得了该局同意，但要求需“双方互派人员到对方动物园访问并领取交换的动物”。由于美国国务院等方面“不同意直接与中国进行动物交换”，此事作罢。
1972年2月21日，美国总统尼克松携夫人抵达北京，开始了震撼世界的访问。抵京后次日，尼克松夫人帕特·尼克松即赴北京动物园参观，同大熊猫进行了亲密的接触。中国方面根据美方访问人员及美方先遣组对大熊猫的关切，判断美方有意要大熊猫。此后在该访问期间的一次宴会上，国务院总理周恩来将熊猫牌香烟递给了尼克松的夫人帕特·尼克松，表示将向美国赠送2只大熊猫。1972年4月，大熊猫兴兴和玲玲到达美国首都华盛顿，受到当地人民的热烈欢迎。
从1950年代起，至1982年止，熊猫外交模式一直是纯政治性的赠送模式，既不和商业挂钩，又不采取租借的形式。1982年，为了响应保护濒危动物的全球性号召，中华人民共和国政府宣布从1982年开始停止赠送大熊猫出国。这标志着传统的政治性赠送模式下的“熊猫外交”宣告结束。
| 赠送时间   | 出赠方 | 原所在机构 | 大熊猫名 | 性别 | 受赠方                  | 后所在机构         | 交换物                           | 去世时间                         | 注释                     |
| ---------- | ------ | ---------- | -------- | ---- | ----------------------- | ------------------ | -------------------------------- | -------------------------------- | ------------------------ |
| 1957年     | 中国   |            | 平平     | 雄性 | 苏联                    | 莫斯科国家动物园   |                                  | 不详                             | [ 9 ] [ 13 ]             |
| 1958年     | 中国   | 北京动物园 | 姬姬     | 雌性 | 奥地利动物商人海尼·德默 | 伦敦动物园         | 3只长颈鹿、2只犀牛及河马、斑马等 | 1972年7月22日                    | 世界自然基金会标识的来源 |
| 1959年     | 中国   |            | 安安     | 雄性 | 苏联                    | 莫斯科国家动物园   |                                  | 1972年                           | [ 9 ] [ 13 ]             |
| 1964       | 中国   |            | 一号     |      |                         | 朝鲜中央动物园     |                                  | 不详                             | [ 9 ] [ 13 ]             |
| 1964       | 中国   | 二号       |          |      |                         | 朝鲜中央动物园     |                                  | 不详                             | [ 9 ] [ 13 ]             |
| 1970       | 中国   |            | 凌凌     |      |                         | 朝鲜中央动物园     |                                  | 不详                             | [ 9 ] [ 13 ]             |
| 1970       | 中国   | 三星       |          |      |                         | 朝鲜中央动物园     |                                  | 不详                             | [ 9 ] [ 13 ]             |
| 1979       | 中国   |            | 丹丹     |      |                         | 朝鲜中央动物园     |                                  | 不详                             | [ 9 ] [ 13 ]             |
| 1972年4月  | 中国   |            | 玲玲     | 雌性 | 美国                    | 国家动物园         | 1对麝牛                          | 1992年12月30日                   | [ 9 ] [ 13 ]             |
| 1972年4月  | 中国   |            | 兴兴     | 雄性 | 美国                    | 国家动物园         | 1对麝牛                          | 1999年11月28日                   | [ 9 ] [ 13 ]             |
| 1972年10月 | 中国   |            | 兰兰     | 雌性 | 日本                    | 上野动物园         | 日本髭羚                         | 1979年9月4日                     | [ 9 ] [ 13 ]             |
| 1972年10月 | 中国   |            | 康康     | 雄性 | 日本                    | 上野动物园         | 日本髭羚                         | 1980年6月30日                    | [ 9 ] [ 13 ]             |
| 1973年12月 | 中国   |            | 燕燕     | 雄性 | 法國                    | 文森动物园         |                                  | 2000年1月20日                    | [ 9 ] [ 13 ]             |
| 1973年12月 | 中国   |            | 黎黎     | 雄性 | 法國                    | 文森动物园         |                                  | 1974年4月20日                    | [ 9 ] [ 13 ]             |
| 1974年4月  | 中国   |            | 佳佳     | 雄性 | 英国                    | 伦敦动物园         | 1对白犀                          | 不详                             | [ 9 ] [ 13 ]             |
| 1974年4月  | 中国   |            | 晶晶     | 雌性 | 英国                    | 伦敦动物园         | 1对白犀                          | 不详                             | [ 9 ] [ 13 ]             |
| 1975年9月  | 中国   |            | 迎迎     | 雌性 | 墨西哥                  | 查普尔特佩克动物园 | 中美貘、加勒比海牛、無毛犬等     | 1989年1月29日                    | [ 9 ] [ 13 ]             |
| 1975年9月  | 中国   |            | 贝贝     | 雄性 | 墨西哥                  | 查普尔特佩克动物园 | 中美貘、加勒比海牛、無毛犬等     | 1988年7月20日                    | [ 9 ] [ 13 ]             |
| 1978年9月  | 中国   |            | 绍绍     | 雌性 | 西班牙                  | 马德里动物园       | 1对大猩猩                        | 不详                             | [ 9 ] [ 13 ]             |
| 1978年9月  | 中国   |            | 强强     | 雄性 | 西班牙                  | 马德里动物园       | 1对大猩猩                        | 不详                             | [ 9 ] [ 13 ]             |
| 1980年     | 中国   |            | 欢欢     | 雌性 | 日本                    | 上野动物园         |                                  | 1997年9月21日                    | [ 9 ] [ 13 ]             |
| 1980年11月 | 中国   |            | 天天     | 雌性 | 西德                    | 柏林动物园         |                                  | 感染腸道病毒於1984年2月8日而死亡 | [ 9 ] [ 13 ]             |
| 1980年11月 | 中国   |            | 宝宝     | 雄性 | 西德                    | 柏林动物园         |                                  | 2012年8月22日                    | [ 9 ] [ 13 ]             |
| 1982年     | 中国   |            | 飞飞     | 雄性 | 日本                    | 上野动物园         |                                  | 1994年12月14日                   | [ 9 ] [ 13 ]             |

### 巡展与租借
1984年美国洛杉矶奥运会期间，中国将北京动物园两头的大熊猫“永永”和“迎新”临时借给洛杉矶动物园进行为期三个月的巡展活动，以显示中国对洛杉矶奥运会的支持。这是大熊猫出国巡展的开始。巡展结束后，两头大熊猫又被租借给旧金山动物园进行了三个月的展出，为此旧金山动物园向中国方面支付了不菲的租金，从此打开了大熊猫商业性租借的大门。商业性租借并不直接涉及中国的外交活动和政治问题，但在一段时间内牵涉到中国的外交，并改变了此后大熊猫出国的主要方式。此后，中国各动物园的大熊猫便采取短至数月、长至1年巡展的方式出国。
大熊猫巡展是既可以带有政治色彩，又可具有商业效益的活动。比如上述洛杉矶奥运会期间在洛杉矶动物园的巡展，就是主要带有外交意味的活动，而此后在旧金山动物园进行的展出，则是具有明显商业性质的租借。巡展给大熊猫所在动物园等机构带来了可观的收入，但也影响了大熊猫的繁殖和发育。
1990年代中期以后，为解决商业性租借带来的问题而采取的各项措施使大熊猫出国巡展的机会大大减少，基本结束了主要采取巡展方式进行熊猫外交的潮流。但在极个别的特殊情况的下，仍有采取短期出国方式进行外交活动者。如2001年国际奥林匹克委员会在俄罗斯莫斯科召开国际奥林匹克委员会第112次全会，决定2008年奥运会举办国，中国即派大熊猫“奔奔”和“文文”作为文化使者赴莫斯科为中国的申办活动加油助威。
以爱丁堡动物园為例，在2011年12月底「天天」和「阳光」到来后，游客数量增加了51%，2012年总收入較上年增加了超过500万英镑，达到近1500万英镑。
2022年時，有17個國家向中國租借貓熊，每年替中國賺進34億人民幣。貓熊租給美国动物园的租约多半为10年，合约总价值约8,000万美元。
2023年11月15日晚，中共中央總書記習近平在美國三藩市稱大熊貓為“中美人民的友誼使者”，並暗示中國將把更多的大熊貓送往美國。

#### 问题
对于中国方面，熊猫租借不仅意味着不菲的租金，还有一系列工作人员和相关领导可以获得出国考察的机会，因此中国境内各个饲养了熊猫的机构在看到熊猫租借带来的好处后，都不遗余力的推销自己的熊猫；另一方面，由于中美关系和美国熊猫热的升温，美国的动物园可以在短短三两个月的熊猫租借期获取高达数千万美元的巨额门票受益。除了经济利益的驱动，政治的因素也对熊猫租借产生极大的影响，包括纽约市在内的一些美国大城市，都曾经动用政府资源鼓励或帮助本市的动物园从中国租借熊猫进行展出。在各方面因素的下，熊猫租借的大门一经打开便迅速升温，从1984年到1988年的四年内，仅北美地区就有洛杉矶、旧金山、纽约、圣地亚哥、多伦多、西雅图、波特兰、亚特兰大、卡加里、孟菲斯、哥伦布市、底特律、温尼伯、佛罗里达州等地方从中国租借到了熊猫，此外日本、英国、法国、荷兰、比利时、德国、爱尔兰、墨西哥、澳大利亚、新西兰等国家的众多城市也从中国租借了熊猫。
在中国方面，最初的熊猫租借是由中国动物园学会组织运作的，提供大熊猫的各个动物园成为最大的受益者，这使得对自然保护区和野生动物拥有管理权限的林业部非常羡慕，后者不久也加入熊猫租借的行列，并利用他们建在中国各自然保护区的大熊猫繁殖基地向境外输送熊猫，有时甚至直接捕捉野生熊猫以供出租。两个系统同时进行熊猫租借工作使得其管理非常混乱，故难以确切统计究竟有多少熊猫因为租借交易而被捕捉和输出，此外人工饲养的熊猫由于分属不同机构，信息也不能很好沟通，血缘关系不明，在各饲养机构均有孤对熊猫存在。
1988年前，熊猫租借被普遍认为是一件有利于熊猫保育的事情，因为人们相信出租熊猫所获得的受益都被用于对大熊猫的保护和研究事业中，但是一些环保团体和专业组织也开始注意到熊猫租借对大熊猫个体和种群造成的一些影响。旨在保护濒危野生动植物的华盛顿公约也对熊猫租借表示有条件的支持，国际自然保护联盟、世界自然基金会、美国动物园和水族馆协会都公开表示应该对熊猫租借进行一定规范，防止商业性的租借行为对被租借熊猫的生活和繁殖造成影响，同时保证通过熊猫租借所获得的利益被用于大熊猫的保护。
1988年2月，在环保团体的压力下，美國魚類及野生動物管理局宣布暂时中止签发大熊猫的入境许可，要求中国方面对输入的熊猫提供证明，租借行为不会对熊猫造成损害，且收取的租金确实用于大熊猫保护事业。但是这项禁令在短短数星期后便迫于美国政府的压力而撤回了。此后环保团体和动物园以及美国政府展开拉锯战，美國魚類及野生動物管理局最终还是在1988年6月中止了从中国输入大熊猫。1988年9月，中国动物园学会和林业部也联合宣布停止向美国输出熊猫，但是对其他国家的熊猫租借仍然继续进行。面向美国的熊猫租借在此之后转以科学研究等其他名义继续，且租借的规模明显减小。

#### 哥伦布市动物园
1990年之后，由于美国国内政治因素，美國魚類及野生動物管理局对熊猫输入的禁令开始松动，哥倫布動物園暨水族館获得了租借熊猫的输入许可证，美国其他动物园受此事件鼓舞也重新投入到熊猫租借的热潮中。各环保团体为了抑制这一新的熊猫租借热潮，纷纷明确表达反对此类交易的立场。1990年11月，国际自然保护联盟在华盛顿召开关于熊猫保护的国际会议，提出了展出大熊猫的标准，和反对捕捉野生熊猫的立场；美国动物园和水族馆协会更是以严厉的态度声明，违规租借熊猫的美国动物园将被吊销会员资格，并处以停业的处罚；1991年，国际自然保护联盟致信华盛顿公约，要求后者禁止租借进口大熊猫专供短期展示的行为。
1991年美国哥倫布動物園暨水族館执意租借大熊猫，为防止世界自然基金会对租借行为施加干预，动物园向地方法院起诉世界自然基金会，并获胜诉，地方法院禁止基金会干预熊猫租借的相关事宜，世界自然基金会旋即向第六巡回上诉法院提起上诉，推翻了地方法院的判决。但是法院的判决和世界自然基金会的干预都没有能够阻止该动物园在1992年从中国租借的两头大熊猫入境，为此哥倫布動物園暨水族館被美国动物园和水族馆协会吊销会员资格。美国动物园和水族馆协会的惩罚措施很快收到效果，圣地亚哥等地的动物园由于惧怕失去美国动物园和水族馆协会的会员资格，中止了与中国方面商议的一些带有商业目的的熊猫租借。此后，中国向美国租借熊猫的数量显著下降，美国各动物园的熊猫热降温，中国的动物园和熊猫繁殖中心转而向欧洲和日本市场寻求新的客户。但是在美国的带动下，世界范围的动物园熊猫热也逐渐冷淡下来，租借熊猫对动物园来说已经不再是一项能够迅速获得巨大利润的投资，到了1990年代中期，熊猫的商业租借逐渐减少。

### 合作研究
为了解决大熊猫出国带来的种种问题，更好地保护大熊猫，中国野生动物保护协会和中国动物园协会与国际动物保护机构达成协议，中国可以将一对健康、有繁殖能力的大熊猫送至其他国家进行为期10年的合作研究，其间繁殖的后代归中方所有。若大熊猫意外死亡，其遗体也归中方所有。中方可派出技术人员与外方共同进行对大熊猫的研究工作，外方每年付给中方100万美元，10年总共支付1,000万美元。
1994年，成都大熊猫繁育研究基地将一对大熊猫运至日本和歌山县，此为大熊猫出国合作研究的开端。大熊猫国际合作研究首要考虑的自然是科研水平和培养大熊猫的能力，但外交关系也是非常重要的决定因素。大熊猫出国进行合作研究，需建设部、林业部、外交部会签，同时还需国务院总理或分管的副总理签字。
目前一定数量的熊猫被租借到中国以外的地区，但是与1980年代和1990年代不同的是，目前的租借大多是以研究和繁殖为主要目的的长期租借，那些生活在海外的熊猫大多是在人工饲养条件下繁殖的子代或者经人类长期豢养的个体，无论从数量还是从来源考虑，熊猫租借对野生熊猫种群已经不再构成威胁。
至2017年底，欧洲只有7个动物园里有大熊猫，分别在奥地利、比利时、法国、德国、荷兰、西班牙和英国。2018年1月，租借芬兰的两只大熊猫，但2023年1月芬蘭因財政問題，考慮提前歸還熊貓。

### 引用
1. 1 2 3 4 5 6 7 8 9  . 新浪新闻. 2004-08-19  [2022-07-07]. （原始内容存档于2024-05-30）.
2. ↑  胡锦矗. . 中国科技术语. 2009, (1): 2.[]
3. ↑  . the Associated Press. 1941年11月10日  [2023年9月26日]. （原始内容存档于2023年11月8日） –NYTimes.com.
4. 1 2 3  . 国际先驱导报. 2009年12月5日  [2010年1月13日]. （原始内容存档于2016年3月4日）.
5. ↑  . cctv.   [2023-09-26]. （原始内容存档于2023-09-26）.
6. ↑  . www.giantpandazoo.com.   [2010-01-13]. （原始内容存档于2010-02-10）.
7. ↑  . www.britishpathe.com.   [2010-01-13]. （原始内容存档于2011-11-04）.
8. 1 2 3 4 5 6 7 8 9 10 11 12 13 14  毕佚. . www.bjkp.gov.cn.   [2010-01-13]. （原始内容存档于2009-07-10）.
9. ↑  . 搜狐新闻. 2006年2月9日  [2010年1月13日]. （原始内容存档于2019年8月14日）.
10. ↑  . 辽沈晚报. 2009年2月4日  [2010年1月13日]. （原始内容存档于2009年12月8日）.
11. ↑  . 北京晚报. 2009年4月25日  [2010年1月13日]. （原始内容存档于2009年12月8日）.
12. 1 2 3 4 5 6 7 8 9 10 11 12 13  . 国际在线. 2004-09-02  [2010-01-13]. （原始内容存档于2016-03-04）.
13. ↑  . 2017年3月15日  [2024年5月30日]. （原始内容存档于2024年2月27日）.
14. 1 2 3  . 朝鮮經貿文化情報facebook專頁.   [2022-11-20]. （原始内容存档于2023-03-24） （中文（简体））.
15. ↑  . The Guardian.   [2024-04-17]. （原始内容存档于2024-05-30） （英语）.
16. ↑  . Yahoo News. 2023年1月5日  [2023年9月9日]. （原始内容存档于2023年6月17日）.
17. ↑  . 搜狐新闻.   [2023-06-17]. （原始内容存档于2023-06-17）.
18. ↑  . 美國之音. 2023-11-16  [2023-11-19]. （原始内容存档于2023-11-19）.
19. ↑  Clifton, Merritt. . Animals 24-7. 2021年10月8日  [2023年2月5日]. （原始内容存档于2023年3月27日）.
20. ↑  Sputnik. . sputniknews.cn.   [2018-02-19]. （原始内容存档于2019-06-11） （中文（中国大陆））.

### 书籍
- ［美］乔治·夏勒，《最后的熊猫》(The Last Panda) ，北京：光明日报出版社，1998年，ISBN 7-80145-054-X